# Abdelkader Ferhaoui
Abdelkader Ferhaoui (en árabe: عبد القادر فرحاوي‎; Oran, Argelia, 19 de marzo de 1965) es un exfutbolista y entrenador de fútbol de Argelia que jugaba en la posición de centrocampista.

## Carrera

### Club
| Periodo   | Club             | Apariciones | Goles |
| --------- | ---------------- | ----------- | ----- |
| 1985-1993 | Montpellier HSC  | 198         | 33    |
| 1993-1996 | AS Cannes        | 94          | 7     |
| 1996–1998 | Montpellier HSC  | 51          | 3     |
| 1998–2000 | AS Saint-Étienne | 56          | 4     |
| 2000–2001 | Red Star FC      | 17          | 1     |

### Selección nacional
Jugó para Argelia en 11 ocasiones de 1988 a 1994 y anotó un gol; el cual anotó en la Copa Africana de Naciones 1988.

### Entrenador
| Periodo | Club                    |
| ------- | ----------------------- |
| 2010    | AC Arles-Avignon        |
| 2013    | SC Toulon               |
| 2014    | US Le Pontet            |
| 2019    | Montpellier Femenil U19 |

## Logros

### Jugador
- Copa de Francia: 1989–90[3]
- Copa de la Liga: 1991-92[4]
- Ligue 2: 1986-87, 1998-99
- Copa de Naciones Afroasiáticas: 1991

### Individual
- Futbolista del Año de la French Division 2: 1999